# Pierre Manoka
Pierre Manoka est le ministre de l'Économie de la République démocratique du Congo. Il a remplacé Floribert Bokanga à ce poste par le décret n°5/159 du 18 novembre 2005, portant Réaménagement du gouvernement de la transition.